# 中华虎头蟹
中华虎头蟹（学名：Orithyia sinica）为虎頭蟹總科（Orithyioidea）下虎头蟹科（Orithyiidae）虎头蟹属（Orithyia）的螃蟹。這種蟹的不尋常之處在於其處於唯一的總科、科和屬下。其原分類為關公蟹總科或玉蟹總科。其幼體不同於其他任何的蟹。
其种加词sinica，意为“中华的”。

## 描述
中華虎頭蟹的腿部有條紋，在背殼上有眼狀斑點，成年雌性個體腹腔十分狹窄，生殖器外露。 其腿部末端扁平，更適宜於掘土而不是游泳。

## 栖息
中华虎头蟹活动有规律性，通常在晚上出现，多在夜间猎食也有明显的趋光性。游泳全凭游泳足，运动时用它的前3对步足之爪左右爬行，但偶尔也会前后爬行，休息时用末对步足掘沙，将自己埋伏起来。
中华虎头蟹和其他海洋蟹类一样，性格凶猛，幼蟹有明显残食现象。中华虎头蟹栖息水环境要求水质清洁，对温度、盐度的适应范围较广。在水温9℃～35℃，盐度3‰～40‰的水域内均能生存，生长适宜温度为15℃～30℃，适宜盐度为5‰～30‰；人工育苗的最适温度应在24℃左右，最适盐度应在27‰左右；耐受温度低温为8℃，高温为37℃，耐受盐度低盐为2,高盐为45，在此区间之外的温度和盐度下，其摄食、活动受到影响，直至死亡。其他水质指标，一般溶解氧大于5mL/L，pH值应在7.5～8.6之间，透明度在30cm～40cm之间。

## 分佈與保護
中華虎頭蟹分布于朝鲜以及中国大陆的广东、福建、浙江、江苏、山东半岛、渤海湾、辽东半岛、辽东湾等地，生活环境为海水，常栖息于浅海泥沙底。 雖然其相鄰水域極淺且幼體為浮游生物，但是在鄰近地區例如日本、琉球群島和台灣岛卻全無蹤跡。 在其分佈範圍內，中華虎頭蟹被小規模捕撈，且其價格極高。